# کاتسپی
کاتسپی (به لاتین: Katsepy) یک منطقهٔ مسکونی در ماداگاسکار است که در بخش میتسینجو واقع شده‌است. کاتسپی ۱۰٬۰۰۰ نفر جمعیت دارد و ۲۵ متر بالاتر از سطح دریا واقع شده‌است.